# Nazário
Nazário is een gemeente in de Braziliaanse deelstaat Goiás. De gemeente telt 7.622 inwoners (schatting 2009).